# QU Наугольника
QU Наугольника (лат. QU Normae, HR 6131) — голубой сверхгигант в созвездии Наугольника. Является переменной звездой, предположительно, переменной типа Альфы Лебедя.
Видимая звёздная величина QU Наугольника меняется неправильным образом от 5,27 до 5,41. В Общем каталоге переменных звёзд указан период переменности 4,818 суток, но в других источниках указаны периоды более 10 суток.
QU Наугольника принадлежит спектральному классу B1.5 Ia, то есть звезда является ярким сверхгигантом, сошедшим с главной последовательности. Содержание химических элементов на поверхности показывает, что звезда ещё не прошла стадию красного сверхгиганта. Звезда находится на расстоянии около 3015 парсеков от Солнца, её светимость составляет около 417000 светимостей Солнца, а диаметр в 58 раз превышает солнечный.